# Ingeborg (Curt Goetz)
Ingeborg ist eine 1920 geschriebene Komödie in drei Akten von Curt Goetz. Das Stück handelt von einer Dreiecksbeziehung zwischen Ingeborg, die sowohl ihren Ehemann als auch einen alten Schulkameraden liebt, und erzählt von den sich daraus ergebenden Verwicklungen. Es wurde 1921 zur Eröffnung des Berliner Theaters am Kurfürstendamm uraufgeführt und war bis in die Nachkriegszeit eine viel gespielte Komödie.

## Handlung

### Erster Akt
Ingeborg befindet sich im Zuhause der Familie in Gesellschaft der vornehmen Tante Ottilie, die „eine stille Art [hat], ihre Umgebung zu tyrannisieren“. Ihren vielbeschäftigten und verschusselten Ehemann Ottokar heiratete Ingeborg, weil er sie zur Schulzeit vor einem Schulverweis bewahrt hatte, als sie unerlaubterweise ein Rendezvous mit ihrem Mitschüler Hilmar Voß hatte. Während der Lehrkörper Hilmar identifizieren konnte, blieb Ingeborg unerkannt, da Ottokar als Mitwisser schwieg und daher selbst von der Schule verwiesen wurde. Die Ehe von Ingeborg und Ottokar ist allerdings wenig erfüllend; Vergnügung bietet ihr nur ihr Laubfrosch Hadrian. Ingeborgs Erzählung von einem Traum, in dem sie eine Affäre einging, nimmt Ottokar scheinbar als Nebensächlichkeit auf.
Überraschenderweise erhält das Ehepaar Besuch von dem zunächst ihnen unbekannten Theaterautoren Peter Peter, der sich als Bekannter von Hilmar Voß und weiterer Mitschüler des Ehepaars entpuppt. Einen Brief von Voß, in dem er Peters Kommen angekündigt hatte, hatte Ottokar verschlampt. Im Laufe der Unterhaltung zwischen Ingeborg und Peter stellt sich heraus, dass Peter der schweigende Mitwisser aus Schulzeiten gewesen war und Ottokar Ingeborg diesbezüglich angelogen hatte. Das Ehepaar quartiert Peter im Gästezimmer ihres Hauses ein.

### Zweiter Akt
Peter fragt die von ihm geschätzte Ottilie nach Rat, wie man – rein hypothetisch – eine verheiratete junge Frau verführen könne, ohne den Ehemann zu betrügen, erhält aber nur bedingt hilfreiche Antworten. Im Laufe eines Schachspiels und einer Kleideranprobe kommen sich Peter und Ingeborg immer näher und gestehen sich ihre Liebe – Ingeborg, weil sie schon immer in ihren Retter von damals verliebt war, und Peter, weil auch er schon seit Schulzeiten ein Auge auf Ingeborg geworfen hatte. Doch Peter hat wegen dem potenziellen Betrug an Ottokar Hemmungen, den Worten Taten folgen zu lassen. Daher weist Ingeborg Peter zurück und beruft sich darauf, dass Peter ja nur an sich denke, aber es ihm egal sei, ob sie selbst überhaupt ihren Ehemann betrügen wolle. Peter nimmt sich daraufhin vor, am nächsten Tag abzureisen. 
Im Unwissen um das Vorangegangene führt Ottokar anschließend ein Gespräch mit Peter und bittet ihn, Ingeborg zu versuchen zu verführen, um ihre Treue zu testen, an der er seit Ingeborgs Erzählung von ihrem Traum im ersten Akt zweifelt. Innerlich zerrissen nimmt Peter Ottokars Auftrag an, beichtet dies aber im Folgenden Ingeborg, die sich im Laufe des Gespräches zu einem nächtlichen Rendezvous mit Peter verabredet.

### Dritter Akt
Anlässlich von Peters angekündigter Abreise wird im Garten des Anwesens hochprozentige Bowle ausgeschenkt, die ihre Wirkung nicht verfehlt. Zunächst sind Ingeborg, Ottilie und Ottokar anwesend und Ingeborg versucht durch geschickte Fragen an Ottilie, Ottokars Treuetest zu verurteilen, ohne Ottokar beim Namen zu nennen. Wenig später gesellt sich Peter dazu, während Ottilie und Ingeborg sich für einige Zeit zurückziehen. Peter lehnt den Auftrag Ottokars nun ab, woraufhin Ottokar enthüllt, dass er eigentlich gar nicht Ingeborg testen wollte, sondern Peter, und dieser die Probe damit bestanden habe.
Da beide in die gleiche Frau verliebt sind, versuchen Ottokar und Peter nun, im betrunkenen Zustand eine Lösung für dieses Problem zu finden. Sie einigen sich schließlich darauf, Ingeborg entscheiden zu lassen, wen sie liebe – doch diese sagt aus, dass sie sowohl in Peter als auch in Ottokar verliebt sei, und beide auch gleichermaßen liebe. Angesprochen auf dieses Problem (erneut ohne Namen genannt zu bekommen), empfiehlt Ottilie der anonymen Frau, ihre Beziehung mit ihrem Ehemann fortzusetzen und zugleich eine Affäre mit dem zweiten Mann zu beginnen. Die Komödie endet mit Peter, der „zögernd“ zum vereinbarten nächtlichen Rendezvous mit Ingeborg geht.

## Entstehung und Rezeption
Curt Goetz schrieb Ingeborg im Jahr 1920. Das Stück feierte Premiere am 8. Oktober 1921 im Rahmen der Eröffnung des Theaters am Kurfürstendamm in Berlin, wofür Goetz das Stück extra angefertigt hatte. Er widmete es dem Schauspieler Max Adalbert „in dankbarer Erinnerung an gemeinsam geschlagene Schlachten“. Zur Premierenbesetzung gehörten Adele Sandrock und Curt Goetz selbst. Wie bei späteren Werken griff Goetz in Ingeborg auf eine ganze Reihe von „Trivialitäten, pikanten Episoden und situationskomischen Elementen“ zurück, die den komischen Charakter des Stückes begründen. Das Stück wurde damals kontrovers aufgenommen: Im Kontext einer Inszenierung am Stadttheater Bochum bezeichnete der konservative Bühnenvolksbund das Stück als moralisch fraglich und „künstlerisch wertlos,“ während die neu formierte lokale Volksbühnengruppe das Stück verteidigte. Eine englischsprachige Adaption unter dem Titel Isabel von Arthur Richman wurde am 13. Januar 1925 im New Yorker Empire Theatre uraufgeführt.
Eine Fernsehspielproduktion des Stückes wurde im Januar 1939 ausgestrahlt. Auch in der Nachkriegszeit hielt die Beliebtheit des Stückes zunächst an; zum Beispiel war Ingeborg im August 1945 das erste nach der Wiedereröffnung inszenierte Theaterstück in Viktor de Kowas Berliner Theater Tribüne. Auch am Schauspiel Frankfurt unter Toni Impekoven und an anderen deutschen Theatern landete das Stück mit Rückendeckung der Information Control Division bald wieder auf den Spielplänen. Wenngleich erneut die frühere konservative Kritik am Wert des Stückes stellenweise geäußert wurde, gehörte es in der Nachkriegszeit zu den am häufigsten gespielten Stücken an deutschen Theatern. 1960 wurde Ingeborg unter der Regie von Wolfgang Liebeneiner verfilmt.

## Hörspielbearbeitungen (Auswahl)
Livesendungen ohne Aufzeichnung:
- 1926: Ingeborg. Eine Komödie in drei Akten – Regie: Fritz Walter Bischoff (Schlesische Funkstunde)
- 1927: Ingeborg. Eine Komödie in drei Akten – Regie: Karl Köstlin (Süddeutsche Rundfunk AG)
- 1927: Ingeborg. Komödie in drei Akten – Regie: Walther Ottendorff (Ostmarken Rundfunk AG, zwei Sendespiele)
- 1928: Ingeborg. Eine Komödie in drei Akten – Regie: Hans-Peter Schmiedel (Mitteldeutsche Rundfunk AG)
- 1928: Ingeborg. Eine Komödie in drei Akten – Regie: Hans Freundt (Nordische Rundfunk AG)
- 1928: Ingeborg. Eine Komödie in drei Akten – Regie: Alfred Braun (Funk-Stunde Berlin)

Nachkriegsproduktionen:
- 1945: Ingeborg – Regie: Nicht angegeben (RWR Salzburg)
- 1946: Ingeborg – Regie: Nicht angegeben (ORF Tirol)
- 1946: Ingeborg – Bearbeitung und Regie: Karl Peter Biltz (Südwestfunk)
- 1946: Ingeborg – Regie: Alfred Vohrer (Radio Stuttgart)
- 1946: Ingeborg – Bearbeitung: Günter Siebert, Regie: Nicht bekannt (Radio Bremen)
- 1948: Ingeborg – Regie: Otto Kurth (Nordwestdeutscher Rundfunk)
- 1949: Ingeborg – Regie: Raoul Martinée (RWR)
- 1951: Ingeborg – Bearbeitung und Regie: Hans Nüchtern (ORF Wien)
- 1951: Ingeborg – Regie: Hanns Korngiebel (RIAS Berlin)
- 1957: Ingeborg – Regie: Hans Knötzsch (Rundfunk der DDR)
- 1962: Ingeborg – Regie: Werner Hausmann (Schweizer Radio DRS/Bayerischer Rundfunk)
- 1978: Ingeborg – Bearbeitung und Regie: Anke Beckert (Bayerischer Rundfunk)

Quellen: ARD-Hörspieldatenbank und Ö1-Hörspieldatenbank

## Textausgaben (Auswahl)
- Kurt Götz: Ingeborg: Eine Komödie in drei Akten. Carl Hinstorffs Hofbuchdruckerei, Rostock 1921. Mit Illustrationen von Egon Tschirch.